# Kurt Meißner
Kurt Meißner (Halle, 11 dicembre 1897 – 15 dicembre 1973) è stato un calciatore tedesco, di ruolo attaccante.

## Carriera

### Nazionale
Ha disputato una sola partita in nazionale: l'amichevole contro l'Italia disputata il 23 novembre 19924, terminata con una sconfitta casalinga.